# Iekaterina Oulanova
Pour les articles homonymes, voir Oulanova.
Iekaterina Vadimovna Oulanova (en russe : Екатерина Вадимовна Уланова) (née Kabechova le 5 août 1986 à Ivanovo) est une joueuse de volley-ball russe. Elle mesure 1,76 m et joue au poste de libero. Elle totalise 67 sélections en équipe de Russie.

## Clubs
| Club             | De        | À         |
| ---------------- | --------- | --------- |
| Olympia Chouïa   | 2001-2002 | 2003-2004 |
| Dinamo Moscou    | 2004-2005 | 2005-2006 |
| CSKA Moscou      | 2006-2007 | 2006-2007 |
| Leningradka      | 2007-2008 | 2008-2009 |
| Dinamo Krasnodar | 2009-2010 | 2009-2010 |
| Dinamo Kazan     | 2010-2011 | …         |

## Palmarès

### Équipe nationale
- Championnat du monde (1)
  - Vainqueur : 2010
- Grand Prix mondial
  - Finaliste : 2009.

### Clubs
- Championnat de Russie
  - Vainqueur : 2006, 2011, 2012, 2013, 2014, 2015.
  - Finaliste : 2017, 2018.
- Coupe de Russie
  - Vainqueur : 2010, 2012, 2016, 2017.
  - Finaliste : 2013.
- Ligue des champions
  - Vainqueur : 2014.
- Championnat du monde des clubs
  - Vainqueur : 2014.
- Coupe de la CEV
  - Vainqueur : 2017.
- Supercoupe de Russie
  - Finaliste : 2017, 2018.

### Distinctions individuelles
- Championnat d'Europe féminin de volley-ball des moins de 18 ans 2003: Meilleure libero.
- Championnat du monde des clubs de volley-ball féminin 2014 : Meilleure libéro[2].